# Shi Zhengrong

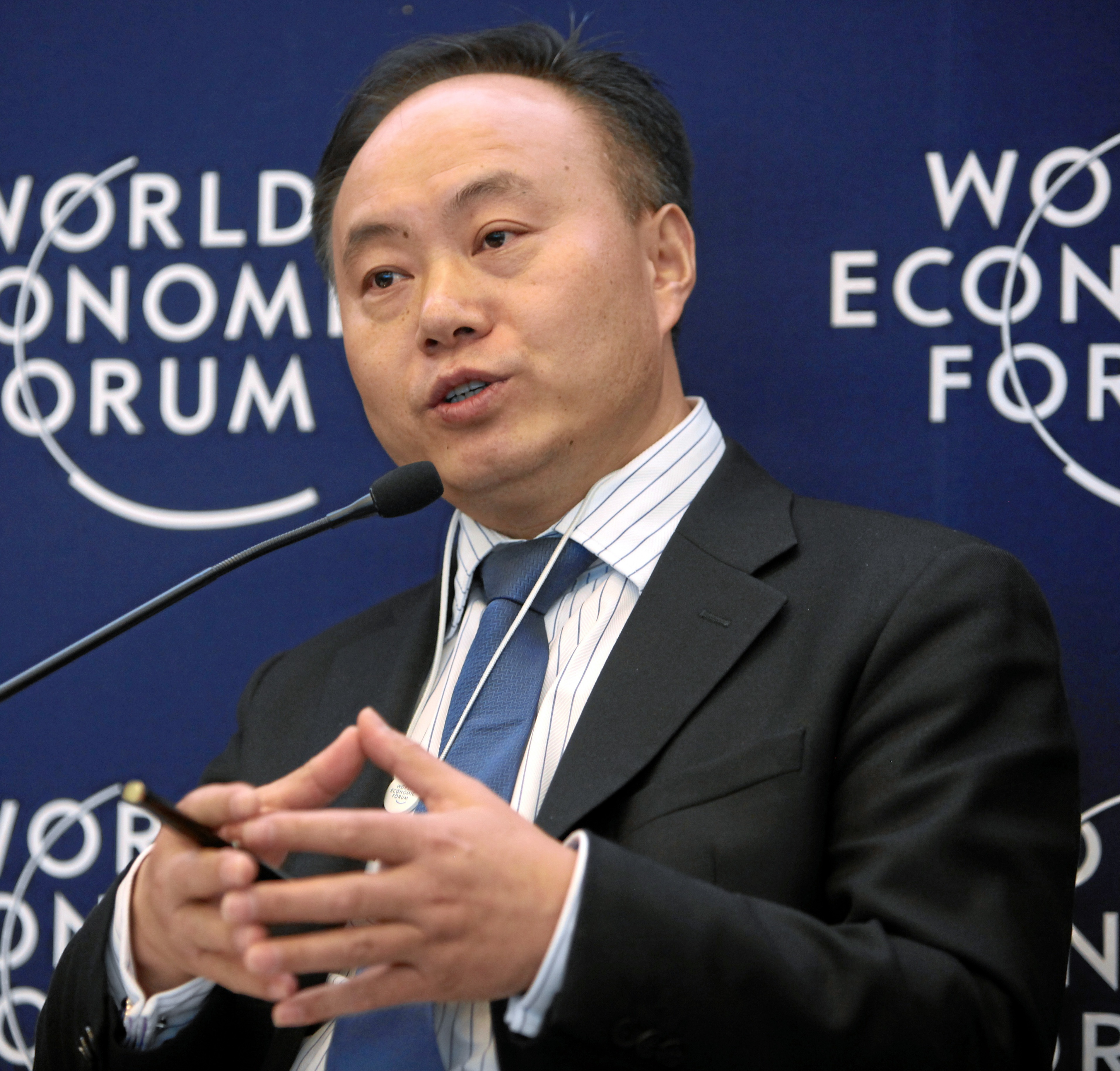
Zhengrong während des Weltwirtschaftsforums 2012

Shi Zhengrong (chinesisch 施正荣, Pinyin Shī Zhèngróng; * 1963) war ein chinesischer Unternehmer. Er ging 1989 nach Australien, wo er über Sonnenenergie promoviert wurde, kehrte jedoch 2001 nach China zurück. Er war Gründer und Inhaber von Suntech Power, dem im Jahr 2012 größten Produzenten von Solarmodulen. Bis zur Ablösung durch David King (Jin Wei) im August 2012 war er CEO des Unternehmens, von diesem Zeitpunkt an hatte er die Funktionen Chief Strategy Officer und Executive Chairman of the Board inne.
Am 6. März 2013 wurde er als Chairman of the Board abgesetzt und durch Susan Wang ersetzt, nachdem er einem groß angelegten Finanzbetrug zum Opfer gefallen war.

## Leben
Shi wurde als Zwillingsbruder im chinesischen Yangzhong in eine Bauernfamilie geboren. Die Armut veranlasste die Eltern, ihn, als den jüngeren Zwillingsbruder, zur Adoption freizugeben, zumal sie bereits zwei Kinder hatten. Er wurde von seinen Adoptiveltern gefördert und ging mit 16 zum Studium in die Mandschurei. 
Seinen Master in Optik erlangte er an der Universität von Shanghai, von dort wechselte er 1989 an die University of New South Wales in Australien, wo er eigentlich Arbeit gesucht hatte, doch bot ihm Martin Green vom ARC Photovoltaics Centre of Excellence at the University of New South Wales eine Forschungsstelle für Solartechnik an. Er studierte weiter an der dortigen School of Photovoltaic and Renewable Energy Engineering, wo er innerhalb von zweieinhalb Jahren über Sonnenenergie promovierte. 1995 gründete Green mit einem Kollegen ein Spin-off, um die kommerzielle Nutzung der Technik zu erproben. Zhengrong Shi wurde Teilhaber und erhielt die australische Staatsbürgerschaft. 
2001 kehrte er nach China zurück. In Wuxi gründete er mit 6 Millionen Dollar chinesischer Unterstützung Suntech Power. Dieses Unternehmen war so erfolgreich, dass er 2005 mittels amerikanischen Kapitals die ursprünglichen Investoren auskaufen konnte, und eine Listung an der New York Stock Exchange erreichte, und, dass er nach dem Forbes Magazine von 2008 der reichste Mann Chinas mit einem Vermögen von 2,9 Milliarden US-Dollar war. Rückläufige Öl- und Gasreserven sowie steigende Preise im Jahr 2008 brachten dem Unternehmen einen starken Anstieg des Börsenwertes, der jedoch im Zuge der Weltwirtschaftskrise stark zurückging. 
Eine Kooperation mit der australischen Swinburne University of Technology in Melbourne wurde entwickelt. So forscht sie zusammen mit dem chinesischen Unternehmen an einer neuen Generation Solarzellen, sogenannten Nanoplasmonik-Solarzellen. Die Beteiligten investierten je 3 Millionen Dollar in die Forschung. Die Universität in Melbourne soll vor allem Forschung und Entwicklung leiten, während Suntech Power die Produktion übernahm.
Das Unternehmen stattete das Olympiastadion in Peking für die Olympischen Sommerspiele 2008 mit Solarzellen aus, ebenso wie den Flughafen von San Francisco. Es beschäftigte 2009 rund 4.300 Mitarbeiter. Bei den jüngsten Projekten werden transparente Module eingesetzt, die als See Thru bezeichnet werden.
Im März 2010 war er im Dokumentarfilm Die 4. Revolution – EnergyAutonomy zu sehen. Im März 2013 geriet die Firma, die inzwischen 15.000 Beschäftigte hatte, in erhebliche Zahlungsschwierigkeiten und meldete Insolvenz an. Der Gründer durfte China nicht verlassen.
Suntech hatte geplant, in Apulien ein gewaltiges Solaranlagenprojekt durchzuführen. Dazu vergab die China Development Bank einen Kredit über 554 Millionen Dollar an Suntech. Im Gegenzug stellte Suntech deutsche Staatsanleihen im Umfang von 560 Millionen als Sicherheit. Die Staatsanwaltschaft Brindisi wurde jedoch misstrauisch und Nicolangelo Ghizzardi ließ 70 Solaranlagen konfiszieren, davon gehörten 27 zu Suntech. Unternehmen der Cosa Nostra hatten die Gelegenheit genutzt, sich in den Besitz erheblicher Grundstücke zu bringen. Ghizzardi bereitete im Dezember 2011 die Anklage vor. Getarnt als kleine Unternehmen hatten sie zudem Zuschüsse aus dem Green-Energy-Projekt der Regierung erhalten, für Projekte, die noch gar nicht abgeschlossen waren. So verschwanden 6,5 Millionen Dollar Subventionen. 
Zugleich geriet Suntech wegen Zahlungsverpflichtungen in den USA unter Druck. Um diese zu bedienen, verkaufte es seine Anteile am Global Solar Fund der China Development Bank. Nun stellte sich aber heraus, dass die deutschen Staatsanleihen gar nicht existierten. Shi gestand im Juli 2012, dass Suntech Opfer eines großangelegten Betrugs geworden sei. Daraufhin brach die Aktie von Suntech um 40 % ein, Shi musste zurücktreten. Im März 2013 war das Unternehmen nicht in der Lage, seinen US-Verpflichtungen nachzukommen. 
Ignacio Romero Ledesma, der das Apuliengeschäft eingefädelt und den Suntech vergebens verklagt hatte, setzte sich nach Shanghai ab. Von den betrügerisch erhaltenen 6,5 Millionen Dollar konnte Ghizzardi nur 3 Millionen wiederauffinden, da die Gelder von einem Steuerparadies zum nächsten transferiert werden.